# The Power of Failing
The Power of Failing è il primo album pubblicato dalla band emo Mineral. "The Power of Failing" è stato pubblicato sia in formato LP in CD.

## Tracce
1. Five, Eight and Ten – 5:26
2. Gloria – 3:42
3. Slower – 5:47
4. Dolorosa – 5:10
5. 80-37 – 4:33
6. If I Could – 5:59
7. July – 4:24
8. Silver – 6:56
9. Take the Picture Now – 3:16
10. Parking Lot – 3:52

80-37 e Take the Picture Now non compaiono nella versione originale LP.

## Formazione
Mineral
- Chris Simpson - chitarra, voce
- Jeremy Gomez - basso
- Gabriel Wiley – batteria
- Scott McCarver – chitarra

Altri
- Andre Zweers – produttore
- Paul Drake – fotografia
- Judy Kirschner – produttore
- Kevin Reeves – mixaggio